# Medleromyia
Medleromyia es un género de dípteros nematóceros perteneciente a la familia Limoniidae. Se distribuye por Nigeria.

## Especies
- Contiene las siguientes especies:
- M. destituta Alexander, 1976
- M. nigeriana Alexander, 1974